# A Runaways epizódjainak listája
Ez a lap a Runaways című televíziós sorozat epizódjainak listáját tartalmazza.

## Évados áttekintés
| Évad | Évad | Részek száma | Részek száma | Eredeti sugárzás   | Eredeti sugárzás   | Eredeti adó | Magyar sugárzás      | Magyar sugárzás    | Magyar adó |
| Évad | Évad | Részek száma | Részek száma | Évadbemutató       | Évadzáró           | Eredeti adó | Évadbemutató         | Évadzáró           | Magyar adó |
| ---- | ---- | ------------ | ------------ | ------------------ | ------------------ | ----------- | -------------------- | ------------------ | ---------- |
|      | 1.   | 10           | 10           | 2017. november 21. | 2018. január 9.    | Hulu        | 2018. január 16.     | 2018. március 20.  | Viasat 3   |
|      | 2.   | 13           | 13           | 2018. december 21. | 2018. december 21. | Hulu        | 2019. április 4.     | 2019. június 27.   | Viasat 6   |
|      | 3.   | 10           | 10           | 2019. december 13. | 2019. december 13. | Hulu        | 2020. szeptember 10. | 2020. november 12. | Viasat 6   |

## Epizódok

### Első évad (2017-2018)
| Sor. | Év. | Cím                        | Rendező            | Író                                  | Premier                              | Gyártási szám |
| --- | --- | -------------------------- | ------------------ | ------------------------------------ | ------------------------------------ | ------------- |
| 1. | 1.  | A találkozó (Reunion)      | Brett Morgen       | Josh Schwartz,Stephanie Savage       | 2017. november 21. 2018. január 16.  | 101           |
| Egy Destiny nevű lányt a Gibborim Egyház "megment" két rablótól, akik valójában őt akarták megmenteni. A barátok, Alex Wilder, Nico Minoru, Karolina Dean, Gert Yorkes, Chase Stein és Molly Hernandez eltávolodtak egymástól, mióta Nico húga, Amy két évvel korábban meghalt. Alex a szüleik csoportjának, a Pride-nak a találkozóját használja fel arra, hogy felkeresse a többieket, de azok elutasítják. Később meggondolják magukat: Karolina egy buliban leveszi a Gibborim Egyház karkötőjét, látja, hogy a keze izzik, és elveszíti az eszméletét. Chase megmenti a megerőszakolástól; emiatt Chase felülteti Gert egy tanulás miatt, és felveszi örökbefogadott húgát, Mollyt, aki felfedezte, hogy szupererővel rendelkezik, és hogy a szüleiknek van egy lényük a pincében; Nico pedig megérkezik, miután egy rituálé során nem sikerült kapcsolatba lépnie Amy szellemével. Az összejövetel kínos, de hamarosan felfedeznek egy titkos átjárót a házban, ami ahhoz vezet, hogy a szüleik feláldozzák Destiny-t egy rituálé keretében. Molly fényképezőgépének villanását a szülők látják. |     |                            |                    |                                      |                                      |               |
| 2. | 2.  | Visszajátszás (Rewind)     | Roxann Dawson      | Josh Schwartz,Stephanie Savage       | 2017. november 21. 2018. január 23.  | 102           |
| A rituálé előtt Geoffrey Wilder szembesült egy régi társával, akivel még bűnözőként dolgozott, és megfenyegette, hogy nem avatkozik bele a Pride építési projektjébe. Victor Steinnek gondjai vannak a rituáléhoz használt tartály tesztelésével; Leslie Dean meggyőzi Destiny-t, hogy ne hagyja el a Gibborim Egyházat, amíg el nem éri az "Ultra" stádiumát, ami magában foglalja az akkor közelgő titkos rituálét; és a férje, Frank, egy színész, aki nem tagja a Büszkeségnek, elveszíti az ügynökét az Egyház társalapítójaként betöltött szerepe miatt. A csoport mindannyian vonakodnak attól, hogy feláldozzanak valakit, aki egyidős a gyermekeikkel, de mégis belevágnak. Amikor meglátják a villanást, rohannak a nyomozásra, de a gyerekek meggyőzik őket, hogy elektromos probléma volt a házban. Geoffrey később megtalálja Molly hajtincsét a titkos átjáró bejárata előtt, míg Victor rájön, hogy a tartálya meghibásodott, és a Végzet még mindig él benne. Eközben Frank sikertelenül próbál bejutni Leslie dolgozószobájába, ahol egy roskatag alak fekszik Victor egy másik konténerében. |     |                            |                    |                                      |                                      |               |
| 3. | 3.  | Destiny (Destiny)          | Nina Lopez-Corrado | Kalinda Vazquez                      | 2017. november 21. 2018. január 30.  | 103           |
| Karolina megtudja, hogy Destiny hivatalosan Londonban van egy egyházi kiránduláson. Nico utánajár a Botnak, de nem tudja irányítani az erejét, és Alexet hívja segítségül. Chase és Gert Victor néhány találmányát felhasználva keresik Destiny-t Steinék házában, majd felfedezik, hogy a Yorkék házában lévő lény egy dinoszaurusz, amelyet Gert szülei genetikailag megterveztek. Tina és Robert Minoru megpróbálnak megbirkózni Amy halála miatt megromlott házasságukkal, de ennek az lesz a vége, hogy Robert folytatja titkos viszonyát Janet Steinnel, Tina pedig hazatérve megtalálja Nicót és Alexet (akik a gyanú elkerülése végett romantikus és szexuális kapcsolatot színlelnek, de később elkezdik őszintén szeretni egymást). Catherine Wilder szembesíti Mollyt, de az hazudik; azt állítja, hogy alkoholt lopott a többi gyereknek. Catherine megígéri, hogy mesél Mollynak a szüleiről, akik egy tűzben haltak meg, amikor Molly még fiatal volt (a Pride tagjai egymást okolták ezért). Yorkék azt tervezik, hogy Gert, Mollyval és a dinoszauruszukkal egy távoli yucatani farmra költöznek, most, hogy a Pride-nak vége, de ekkor megtalálják Destiny holttestét.                                                                                       |     |                            |                    |                                      |                                      |               |
| 4. | 4.  | Tizenöt (Fifteen)          | Ramsey Nickell     | Tamara Becher-Wilkinson              | 2017. november 28. 2018. február 6.  | 104           |
| A Pride rendkívüli gyűlést tart, bár Yorkék az eltűnt dinoszauruszukat keresik. Victor vállalja a felelősséget a sikertelen áldozatért; ezért ő és Robert elmennek, hogy újat keressenek. Megpróbálnak elrabolni egy hajléktalan férfit, de elrontják az akciót, és letartóztatják őket. Karolinát ribancnak bélyegzik az iskolában, Chase-nek pedig azt mondják, hogy kérjen bocsánatot a lacrosse-csapattól; akit megsebesített, amikor megakadályozta, hogy megerőszakolják a lányt. Ehelyett kilép a csapatból. Karolina elárulja Chase-nek, hogy a karkötője nélkül ragyog a teste. Ő és Gert is bizonyítékot keresnek szüleik ártatlanságára, de Alex segítségével rájönnek, hogy Leslie évek óta kiválasztja a templomából az embereket, akiket feláldozhat. Ebbe nem tartozik bele Amy, aki látszólag öngyilkos lett, bár Nico úgy véli, hogy a Pride ölte meg. Elmegy a rendőrségre, de távozik, amikor meglátja, hogy Victor és Robert egy rendőrrel beszélget, aki láthatóan az ő fizetett emberük. Yorkék megtalálják a dinoszauruszt, azt csinálják, amit Gert mond neki, és megfenyegeti őket Tina, aki tud a Yucatanról. Alexet elrabolják. |     |                            |                    |                                      |                                      |               |
| 5. | 5.  | Királyság (Kingdom)        | Jeffrey W. Byrd    | Rodney Barnes , Michael Vukadinovich | 2017. december 5. 2018. február 13.  | 105           |
| A múltban Geoffrey üzletet köt a titokzatos Jonah-nal, hogy földet vásároljon, és meg kell győznie cellatársát, Dariust, hogy vállalja a felelősséget valaki lelövéséért, hogy kijusson a börtönből. A jelenben Darius elrabolta Alexet, hogy Geoffrey váltságdíjként egymillió dollárt fizessen érte. Nico ráveszi Karolinát, Gert, Mollyt és Chase-t, hogy a bot segítségével keressék meg Alexet. Geoffrey megjelenik a Los Angeles-i rendőrség embereivel, hogy leszámoljanak Dariusszal és az embereivel, Alex lelőtte Andrét, Darius egyik verőlegényét, de újra elrabolják. Alex barátai megjelennek, és újonnan szerzett képességeiket használva menekülésre kényszerítik Dariust. Alexnek sikerül visszajutnia Geoffreyhoz, aki azt mondja neki, hogy menjen haza, amíg ő előkészíti Andrét az áldozathozatalra. A gyerekek berontanak a titkos szobába, de rájönnek, hogy a Pride máshová helyezte át az áldozatot. Tina elárulja, hogy tudja, hogy Nico használta a botot, de megengedi neki, hogy használja. Victor időgépe Los Angeles összeomlását mutatja a jövőben. Franknek nem sikerül elérnie az Ultrát. Az áldozat ezúttal sikerül, és kiderül, hogy a férfi, akit a Pride felélesztett, Jonah, aki megkéri Leslie-t, hogy találkozzon "vele".            |     |                            |                    |                                      |                                      |               |
| 6. | 6.  | Átváltozás (Metamorphosis) | Patrick Norris     | Kalinda Vazquez                      | 2017. december 12. 2018. február 20. | 106           |
| Jonah minden szülőt feljegyeztet az első áldozat során, hogy kordában tartsa őket, és megakadályozza, hogy elhagyják a Pride-ot. A Pride megtartja az éves gáláját, és a gyerekek kihasználják az időt, hogy letöltsék a korábbi áldozatokról készült felvételeket a Minorus szervereiről. Gert belesétál egy intim vallomásba Karolina és Nico között, és megkérdezi Karolinától, hogy kedveli-e őt. Karolina figyelmen kívül hagyja a megjegyzését, és azt mondja neki, hogy örülne neki, mivel így Chase-szel lehet együtt. A tetőn részegen Karolina felfedezi, hogy tud repülni, és Chase megcsókolja, amire Karolina békülékenyen reagál. Alex és Nico betörnek Tina irodájába, hogy megszerezzék a felvételeket, ami miatt Nico gyanakodni kezd, mivel elég könnyen tudta a jelszót. A Pride-tagok beszéde közben Victor felfedi, hogy tud Robert és Janet randevújáról, és összeesik az agydaganattól. Jonah a kísérleti gyógyszerével újraéleszti őt, így boldog eufóriába kerül a családjával. Frank úgy tűnik, tud Leslie és Jonah titkos kapcsolatáról, de ezt az információt megtartja magának. Molly, hogy többet tudjon meg a szüleiről, véletlenül elárulja Catherine-nek, hogy tud a Pride-ról.                                                              |     |                            |                    |                                      |                                      |               |
| 7. | 7.  | Fénytörés (Refraction)     | Peter Hoar         | Quinton Peeples                      | 2017. december 19. 2018. február 27. | 107           |
| Victor lát egy üzenetet Chase-től a jövőből, amelyben azt mondja neki, hogy ne használja a fistigont. Frank gyógyító kesztyűt kap Jonah-tól, ami Leslie-t gyanakvásra készteti. Molly eltávolodik a többiektől, és megpróbál csatlakozni a pompomlányokhoz, de Karolina barátságában talál vigaszt. Dale és Stacy felfedezik, hogy Jonah gyógymódja hiperaktívvá és euforikussá teszi az embereket, de hosszan tartó másnaposságot okoz. Egy nyílt napon Leslie ráveszi Janetet, hogy szakítson Roberttel, aki Victor megváltozott viselkedése miatt beleegyezik, és Tina visszaveszi Robertet. Geoffrey és Catherine közlik Dale-lel és Stacyvel, hogy valamit tenniük kell Mollyval, mivel tud a Pride tevékenységéről. Elmondják Mollynak, hogy el fogják küldeni, ami feldühíti. Gert megvigasztalja és meggyőzi, hogy távozzon, hogy a csoport biztonságban legyen. Frank rájön, hogy Jonah már régóta él, és végre szembesíti Leslie-t azzal, hogy mit csináltak Jonah-val. Nico arra kényszeríti Alexet, hogy felfedje, honnan tudta Tina jelszavát. Victor hirtelen újra erőszakossá válik, és fistigonnal támad a fiára, de Janet lelőtte. |     |                            |                    |                                      |                                      |               |
| 8. | 8.  | Szökőár (Tsunami)          | Millicent Shelton  | Rodney Barnes,Michael Vukadinovich   | 2017. december 26. 2018. március 6.  | 108           |
| Victor elvérzik, amikor a Pride tagjai megérkeznek, hogy megpróbálják összevarni, de ez hatástalannak bizonyul, és kómába esik. Leslie megidézi Franket, hogy használja a gyógyító kesztyűjét, de az nem sikerül, és Victor meghal. Tina kapcsolatba lép Jonah-val, aki arra utasítja őket, hogy áldozzák fel Janetet Victorért, aminek hatására a Pride összeveszik. Robert úgy dönt, hogy inkább feláldozza magát, de Tina elpusztítja a kapszulát; megerősítve a férfi iránti odaadását. Victort elviszik, hogy később újraélesztik. Karolina úgy dönt, hogy mindent elmond Franknek, amit a Pride-ról tud, ezzel a maga oldalára állítva őt. Alex elárulja a dühös Nicónak, hogy tudott Amy szimatolásáról, és azt a parancsot kapta, hogy tartsa titokban az információit. Molly végül a rokonánál, Gracielánál köt ki, aki egy kulcsot tartalmazó levelet ad neki. Ez egy szekrényhez vezet, amelyben egy VHS kazetta van. Nico megtalálja Amy holmiját, Alex pedig sikeresen megszerzi a szüleikről készült felvételt, de a laptopját Chase megsemmisíti, mert csak így tudja megmenteni apját. A múltban Amy megtudja Alex-től, hogy a laptopját feltörték, és bevallja Kincaidnek a felfedezését. Amy megpróbál elszökni otthonról, de egy ismeretlen férfi elkapja. |     |                            |                    |                                      |                                      |               |
| 9. | 9.  | Ítéletnap (Doomsday)       | Jeremy Webb        | Jiehae Park,Kendall Rogers           | 2018. január 2. 2018. március 13.    | 109           |
| Tíz évvel korábban Leslie egy bombával meggyilkolja Gene és Alice Hernandezt, miközben Tina telefonon hallgatja. Molly a kezében tartott furcsa, izzó köveknek köszönhetően marad életben. A jelenben Janet fedezi Victor távollétét a nyilvánosság előtt, miközben Jonah megbízza a megmaradt Pride-tagokat az aktuális tervével; hogy Geoffrey fúrócégével ássanak egy lyukat Los Angeles alá. Darius figyeli a területet, és hangot ad a gyanújának a feleségének. Molly visszatér a csoporthoz a VHS-kazettával, amelyen a szüleitől származó videó található, amely a Pride tevékenységére figyelmezteti. A gyerekek úgy döntenek, hogy az iskolai bált használják álcaként, hogy beszivárogjanak a fúrás helyszínére. Mielőtt elmennek, Gert és Chase szexelnek, miközben Karolina megcsókolja Nicót, és ezzel felfedi iránta érzett érzéseit. Frank mindent elárul Jonah-nak, aki továbbítja a tényt, hogy a gyerekek mindent tudnak a szüleiknek. A gyerekek megérkeznek a fúrás helyszínére, és sikerül leállítaniuk a fúrót. A Pride megérkezik, hogy szembesítse a gyerekeket, akik mind úgy döntöttek, hogy végre kiállnak. A gyerekek felfedik a képességeiket, és a Pride megdöbben.                                                                            |     |                            |                    |                                      |                                      |               |
| 10. | 10. | Ellenségek (Hostile)       | Marc Jobst         | Quinton Peeples                      | 2018. január 9. 2018. március 20.    | 110           |
| Karolinát elrabolja Jonah, miközben a többi Szökevény elrejtőzik. Eljutnak a Los Angeles melletti erdőbe, és Gert elengedi a dinoszauruszát, akit most már Csipkének hívnak. Chase és Molly új álruhát találva belopóznak a Gibborim templomba, hogy megmentsék Karolinát, míg Alex kint várakozik, és meghallja, hogy a szülei bejelentik, hogy ők maguk akarják megtalálni. Leslie és Yorkék felfedezik, hogy Jonah valami "élő" dolog után ás. Leslie elárulja, hogy közvetve ő volt a felelős Amy haláláért, és hogy nem biztos Frank hűségében. Sikerül meggyőznie Yorkékat, Minorust és Janetet, hogy csatlakozzanak hozzá Jonah megölésében. Alex alkut köt Dariusszal; mindent elmond neki a Prideról. Cserébe Darius több száz dollárt és egy fegyvert ad Alexnek. Jonah megtervezi a következő lépését Frankkel Victor holtteste felett, és elárulja, hogy szüksége van egy újabb áldozatra. A Szökevények eljutnak egy buszmegállóig, és újra találkoznak Csipkével, de kénytelenek elmenekülni, amikor látják, hogy rájuk kenték Destiny meggyilkolását. |     |                            |                    |                                      |                                      |               |

### Második évad (2018)
| Sor. | Év. | Cím                               | Rendező             | Író                              | Premier                              | Gyártási szám |
| --- | --- | --------------------------------- | ------------------- | -------------------------------- | ------------------------------------ | ------------- |
| 11. | 1.  | Menedék (Gimmie Shelter)          | Allison Liddi-Brown | Josh Schwartz & Stephanie Savage | 2018. december 21. 2019. április 4.  | 201           |
| Miközben a Pride továbbra is keresi a gyerekeiket, Chase a fistigonjait, míg Alex pénzét egy Mike nevű hajléktalan motoros lopja el. Alex, aki nem hajlandó megmagyarázni, honnan szerezte a pénzt, elmegy, hogy többet szerezzen Dariustól, aki kifesteti vele a születendő fia hálószobáját. Megismerkedik Livvie-vel, Darius sógornőjével is, aki vonzónak találja őt. Yorkék tudomást szereznek Hernandezék VHS-kazettájáról, és elmennek Gracielához, hogy megszerezzék. Amikor a lány hevesen reagál, Tina megöli, és úgy állítja be, mintha természetes halált halt volna. A Szökevények megtalálja a holttestét, és megemlékezést tartanak neki egy hajléktalantalálkozón. Jonah azt mondja az eszméletlen Victornak, hogy segíteniük kell egymásnak meggyógyulni. A Pride többi tagja úgy dönt, hogy fel kell lépniük Jonah ellen, így Tina átveszi a parancsnokságot Geoffrey-val, mint "társkapitánnyal". A Szökevények megtalálják Mike-ot egy biciklin, és visszaszerzik a cuccaikat; közben felfedeznek egy rejtett szállót a hegyekben, amit otthonuknak hívnak. Karolina négyszemközt találkozik Jonah-val, hogy megbeszéljék a kapcsolatukat, amikor heves földrengést éreznek. |     |                                   |                     |                                  |                                      |               |
| 12. | 2.  | Lőn Világosság (Radio One)        | Chris Fisher        | Warren Hsu Leonard               | 2018. december 21. 2019. április 11. | 202           |
| Jonah megtanítja Karolinának, hogyan használja az erejét a karkötője nélkül. Alex végül elmondja a többi szökevénynek, hogy Dariusszal dolgozik, nagy bánatukra. Jonah Janet segítségét kéri Victor munkájához. Ezután átvesz Jonah-tól egy könyvet, amit le kell fordítania, és elmondja Geoffrey-nak, hogy mire készül. Karolina, Nico és Molly betörnek Minorusék házába, hogy ellopják a jogart, és végül Tinával kell megküzdeniük. Némi rábeszélés után Tina megenyhül, de közli Nicóval, hogy ők már nem tartoznak a családhoz. Nico rájön, hogy Karolinának nincs szüksége a karkötőjére, és azzal vádolja, hogy visszatartja. Chase és Gert tovább folytatják kapcsolatukat, és megpróbálják visszahozni az áramot a szállóba. Kiverik a biztosítékot, és együtt használják Csipkét, hogy elijesszék az áramszolgáltatókat, és ellopják néhány berendezésüket. Alex visszatér, hogy segítsen Dariusnak, és közelebb kerül Livvie-hez, aki nem hiszi el a róla szóló híreket. Molly kioson a szállóból, amikor Wildersék úgy döntenek, hogy másra kennék Destiny meggyilkolását, hogy kihozzák a gyerekeiket. Darius felhívja Geoffrey-t, hogy elmondja neki, tudja, hol van Alex.       |     |                                   |                     |                                  |                                      |               |
| 13. | 3.  | Dupla nulla (Double Zeros)        | Larry Teng          | Kirk A. Moore                    | 2018. december 21. 2019. április 18. | 203           |
| A Szökevények megpróbálják használni új képességeiket Alex nélkül, aki még mindig Dariusszal és családjával beszélget. Gert még mindig ideges a gyógyszere nélkül, ami aggasztja Chase-t. Molly továbbra is kioson és használja a képességeit a "bűnüldözésre", amit Nico megdorgál, bár Gertnek nem mondja el. Leslie dühös Frankre, amiért átvette a templomot, de a férfi azt mondja neki, hogy csak Jonah-val játszik együtt. Jonah ráveszi Leslie-t, hogy szerezze meg a DNS-ét Yorkéktól, és megpróbálja rávenni Victort, hogy tanulmányozza a tervrajzait. Janet-et Victor elméjébe küldi, és a lány ráveszi, hogy segítsen neki megfejteni Jonah nyelvét. Darius végül elárulja Alexet Geoffrey-nak, aki viszont megpróbál kiengesztelődni vele azzal, hogy ad neki egy szállodai kulcskártyát. Alex titokban segítséget küld a Szökevényeknek, akik eljönnek és megmentik őt. Darius megérkezik a szállodába, és találkozik Catherine-nel, aki megöli őt, és ráfogja Destiny meggyilkolását; tisztázza a Szökevényeket. Alex újra elhelyezkedik a barátai között, miközben Gert felfedezi Molly éjszakai tevékenységét. A lányt egy másik tinédzser, Topher követi vissza a szállóba.   |     |                                   |                     |                                  |                                      |               |
| 14. | 4.  | Régi iskola (Old School)          | Patrick Norris      | Tracy McMillan                   | 2018. december 21. 2019. április 25. | 204           |
| Molly kivételével senki se bízik Topherben a barátságos viselkedése ellenére. Nico észreveszi, hogy egy furcsa anyagot ken a csuklójára, amivel az erejét mutatja, de ezt megtartja magának. Reggel Topher Mollyval kötődik egy lehetséges kapcsolathoz. Geoffrey megdorgálja Catherine-t, amiért elárulta Dariust. Karolina ismét eloson, hogy Jonah-val találkozzon, azzal az ürüggyel, hogy munkát keres. Alex rájön, hogy szükségük van egy számítógépes meghajtóra az Atlas Akadémiáról, ezért a csoport plusz Topher odamennek megnézni. Amíg Topher bent van, Yorkék földrengést váltanak ki a fúrás helyszínén, ami miatt a diákok elhagyják az iskolát. Gert besurran, de a nővér elkapja, és riasztja a szülőket, akik a gyerekeiket keresik. A Szökevények megszerzik a számítógépes meghajtót és elmenekülnek. Jonah és Karolina a fúrás helyszínére mennek, és észreveszik Yorkékat, amint távoznak. Nico elragadja tőle Topher anyagát, és követeli, hogy megtudja, mi az. A beteges Jonah a kíváncsi Karolinát leviszi a fúrólyukba, hogy választ kapjon. |     |                                   |                     |                                  |                                      |               |
| 15. | 5.  | Mélypont (Rock Bottom)            | Scott Peters        | Jake Fogelnest                   | 2018. december 21. 2019. május 2.    | 205           |
| Topher azt állítja, hogy a szülei kirúgták, és hogy egyedi köveket talált egy terráriumban egy sikátorban. Bár még mindig kételkednek, a csoport hagyja, hogy maradjon, és Molly mesél neki az ásatási helyszínről. Karolina és Jonah eljutnak a mélybe, ahol Karolina megtudja, hogy idegen gyökerei vannak és hogy milyen kiterjedt családja van. Topher reggel hirtelen lelép, és a Szökevények üldözőbe veszik, miután megtudják a tervét. Leslie és Frank újra összejönnek Jonah hazugságai miatt, utóbbi dühös, amikor megtudja, hogy Karolinával van. Robert megpróbálja megfélemlíteni Jonah-t a gyermekeik hollétéről, de a templom tagjai legyőzik, és élve visszaviszik a Pride többi tagjához. A Szökevények megtalálják Tophert a szülei házában, és megtudják, hogy hazudott a múltjáról. Szemtanúja volt Hernandezék halálának, és a köveik rabja lett. Verekedés tör ki, melynek során Topher megsebesül. Molly kibékül a Szökevényekkel. Karolina kioson, hogy beszéljen Leslie-vel Jonah-ról, míg Gert egy kórházba oson, hogy stresszgyógyszert szerezzen. |     |                                   |                     |                                  |                                      |               |
| 16. | 6.  | Temesd el (Bury Another)          | Ami Canaan Mann     | Ashley Wigfield                  | 2018. december 21. 2019. május 9.    | 206           |
| Jonah szembeszáll a Pride-dal; nyíltan megmondja nekik, hogy azt tervezi, hogy kiásatja a hajóját, hogy gond nélkül hazamehessen, és hogy meghagyja nekik a technológiája egy részét, hogy az emberiség javára fordíthassák. A Pride még mindig nehezen hisz neki, mivel a hajója potenciálisan még több földrengést okozhat. Leslie elmondja Karolinának, hogy Jonah-ban nem szabad megbízni, és hogy ő az, aki megölte Amyt. Gert Janet aláírását kéri a kórházban. Chase érte jön, és keserédes találkozásuk van Janettel, aki elmondja nekik, hogy Jonah újabb áldozatot tervez. Kétségbeesésében Jonah elrabolja Geoffrey-t, hogy felhasználhassa, így tovább megtarthatja a testét. Janet elmondja Yorkéknak, hogy Gert és Chase jól vannak, míg Leslie és Frank szembeszállnak Jonah-val a tettei miatt. A Szökevények betörnek a Gibborim templomába, megtalálják Geoffrey-t, és "megmentik". Janet kiszabadítja Victort a sztázisból, miután rájön, hogy egy ideje már jól van. Karolina elmondja Nicónak Amy meggyilkolását, ami összetörve hagyja őt. Alex megkötözi Geoffrey-t, és közli vele, hogy mostantól neki fog felelni.                                                      |     |                                   |                     |                                  |                                      |               |
| 17. | 7.  | Utolsó ceremónia (Last Rites)     | James Madigan       | Quinton Peeples                  | 2018. december 21. 2019. május 16.   | 207           |
| Húsz évvel ezelőtt Jonah végignézte David Eller halálát, miközben Leslie-t a szárnyai alá vette. A jelenben Karolina elmondja a Szökevényeknek, hogy Jonah-val találkozgat, és hogy csak azt akarja, hogy ő és a családja elmenjen. A Szökevények feldúltak a hír hallatán, de a lány SMS-ek segítségével feltartja Jonah-t, míg ők mentőakciót szerveznek Karolina családjának. Victor meglátja Chase üzenetét a jövőből, és meghatódik. Steinék és Yorkék felkészülnek Jonah legyőzésére és a hajója elpusztítására. A Szökevények és Geoffrey elterelik Jonah templomi seregének figyelmét azzal, hogy feltörik a furgonjaikat, majd beosonnak az építkezésre. Frank szembekerül a Destiny testvérével, Oscarral, és véletlenül megöli őt. A Szökevényeknek nem sikerül megmenteni Karolina családját, amikor mindenki megérkezik. A Pride felrobbantja a hajót. Jonah dühös, de a bosszúálló Nico megöli. Amikor meghal, hirtelen ausztrál akcentussal beszél, és nem ismer fel senkit. Nico elaltatja a Pride-ot, miközben ő és a Szökevények elmenekülnek. Karolina elcsügged Nico döntése miatt, hogy megöli Jonah-t.                                                                     |     |                                   |                     |                                  |                                      |               |
| 18. | 8.  | Utóélet (Past Life)               | Anna Mastro         | Kendall Rogers                   | 2018. december 21. 2019. május 23.   | 208           |
| Évtizedekkel ezelőtt az entitás, amely végül Jonah vált, megszállt egy melbourne-i orvost, miután előző gazdatestje meghalt, és segített megalapítani a Gibborim Egyházat. A jelenben a Pride örül, hogy megszabadult Jona-tól, így mostantól a gyermekeikre koncentrálhatnak. Gert azt tervezi, hogy főiskolára jár. Chase később megtudja, és feldúlt lesz. Karolina nem hajlandó beszélni Nicóval, és elindul a templomba, hogy kiderítsen valamit Jonah-ról. Talál egy hangfelvevőt tőle, és megtudja a múltját. Livvie megpróbálja tisztázni Darius nevét, de Catherine figyelmeztetésként Flores AWOL társát utasítja, hogy támadja meg őt és a családját. Összefog Alex-szel és a Szökevényekkel, hogy bebizonyítsák Darius ártatlanságát és felfedjék Catherine érintettségét. Frank elmondja Leslie-nek Oscar meggyilkolását, aki felhívja Florest, hogy fedezze a bűntényt. Frank ezután elmondja a templom híveinek, hogy Leslie a gyilkos. Geoffrey elmegy Tamarhoz, hogy segítsen neki, aki megígéri, hogy bosszút áll rajta. A Szökevények megszöknek a szállóból, ahol megszálltak, de Molly ott marad, hogy segítsen a többieknek elmenekülni.                                   |     |                                   |                     |                                  |                                      |               |
| 19. | 9.  | A nagy durranás (Big Shot)        | Wendey Stanzler     | Kirk A. Moore                    | 2018. december 21. 2019. május 30.   | 209           |
| Molly megállja a helyét Flores ellen, amikor a Szökevények eljönnek érte. Flores elmondja a Pride-nak, hogy a gyerekek bosszút akarnak állni rajtuk, mire ők "fegyverek" készítésével válaszolnak, hogy elbánjanak velük, bár a szülők egy része ellenzi ezt. Tina elkezd furcsán viselkedni azzal, hogy flörtölni kezd Roberttel, míg Stacey titokzatoskodni kezd Dale-lel. Alex tervet eszel ki, hogy AWOL-hoz kerüljön, de ez nem a tervek szerint alakul. AWOL dühösen szembesíti Florest azzal, hogy a gyerekeknek képességeik vannak, de ő azt mondja neki, hogy maradjon a helyén. Wildersék azt mondják Tamarnak, hogy megvédik őt, de ő titokban együtt dolgozik AWOL-lal, hogy visszavágjon nekik. AWOL alkut köt Alex-szel, hogy a szüleikhez jusson, és távol tartsa őt, ami feldühíti Livvie-t. Tájékoztatja a többi szökevényt, akik ezért szidják őt. AWOL a Pride fő ügynöke lesz, és megöli Florest. Karolina furcsa hangot kezd hallani, de nem tudja megállapítani, honnan jött. Csillámot lefújják egy kórokozóval, amitől ő és Gert beteg és ágyhoz kötött lesz. AWOL mindenki ellen fordul, és elrabolja Livvie-t, hogy megtalálja a Szökevényeket.                        |     |                                   |                     |                                  |                                      |               |
| 20. | 10. | Hatalomátvétel (Hostile Takeover) | Jeffrey W. Byrd     | Ashley Wigfield                  | 2018. december 21. 2019. június 6.   | 210           |
| AWOL és az emberei Livvie-vel együtt megérkeznek a szállásra, de Nico álcázó varázslatot alkalmaz, hogy elrejtse őket. Megpróbálnak tárgyalni, de AWOL egyre kétségbeesettebbé válik. Gert és Csipke továbbra is rosszul van, ezért Chase elmenekül velük segítségért. A Szökevények becsapják AWOL-t, hogy belépjen, és túszul ejtik. Amikor a többi embere is bejön, Nico eszméletét veszti, majd hirtelen felkel, és egy új erejével mindannyiukat eltünteti. Livvie rájön, hogy nem maradhat, és meg kell védenie Tamart. Chase elviszi Gertet és Csipkét Yorkékhoz, és kiderül, hogy Stacey megbetegítette őket, hogy hazajuttassa őket, ami feldühíti Dale-t. Victor furcsa viselkedést kezd mutatni, amikor nem emlékszik arra, hogy lefeküdt Janettel, Tina pedig továbbra is kacérkodik. Amikor Victor és Tina találkoznak, úgy tűnik, mintha más emberek lennének. Leslie megpróbálja meggyőzni Franket, hogy az egyház hazugság, és hogy el kell hagyniuk, de Frank és az egyháztagok átképzésnek vetik alá. Victor furcsa idegen üzeneteket hagy szerte a városban. |     |                                   |                     |                                  |                                      |               |
| 21. | 11. | Az utolsó tánc (Last Waltz)       | Ramsey Nickell      | Tracy McMillan                   | 2018. december 21. 2019. június 13.  | 211           |
| Yorkék megpróbálják kihallgatni Chase-t arról, hogy hol vannak a többi gyerek, de közbeszól Tina, akit szintén kénytelenek bezárni. A Szökevények többi tagja kikövetkezteti, hogy hol van Chase és Gert, és megmentik őket, de Csipkét hátrahagyják és elkábítják. Yorkék úgy döntenek, hogy felhasználják Csipkét, hogy tovább tudják követni Gertet. Leslie-t Frank és a templom a Kráterbe viszi felújításra, és felfedezi az anyját, Susant, aki elárulja, hogy tudja, hogy egy újabb váratlan terhességet rejteget. Nico eltemeti a jogart, mivel úgy érzi, hogy túl veszélyes használni. Molly elárulja, hogy előző nap volt a születésnapja, ezért a Szökevények úgy döntenek, hogy rendeznek neki egy Quinceanerát. Vásárlás közben Karolina találkozik egy Xavin nevű furcsa nővel, aki rejtélyes módon eltűnik. Victor egy különleges jel segítségével kapcsolatba lép Chase-szel, és elmondja neki, hogy nem gyógyult meg, ahogy korábban hitte. A Szökevények megtartják a Quinceañerát, de Chase utána elárulja, hogy visszamegy a szüleihez, ezzel mindenkit feldühít és felbosszant.                                                                                             |     |                                   |                     |                                  |                                      |               |
| 22. | 12. | A föld angyala (Earth Angel)      | Stephen Surjik      | Warren Hsu Leonard               | 2018. december 21. 2019. június 20.  | 212           |
| Vaughn, az egyház tagja kapcsolatba lép Karolinával, aki beszervezi Nicót és Mollyt, és négyen elindulnak a kráterhez, hogy megmentsék Leslie-t. Karolina segítséget kap Susantól, és együtt meggyőzik a templomba járókat, hogy Frank korrupt. A gyerekek és Leslie távoznak, míg Susan átveszi az irányítást a kráter felett, és bezárja Franket. Victor felfedi Chase-nek a betegségét, amely hasonlít Jonah betegségéhez, és gyakornokot rendel neki a Pride-ban. Chase gyanakodni kezd, miután meghallotta, hogy két másik alkalmazottat korábban kísérleti nyulakként használtak egy Pride-kísérletben, ezért kutakodik egy kicsit. Alex egy pisztolyt szerez Tamar ujjlenyomataival, hogy elkaphassa a szüleit, miközben Gert rájön, hogy még mindig kapcsolatban áll Csipkével. Pride végül megmutatja Chase-nek a valódi Pride főhadiszállását, és végül meggyőzi, hogy csatlakozzon, azzal a feltétellel, hogy nem bántják a barátait. A lányok visszaviszik Leslie-t a szállásra, amit Gert helyesel, de Alex aggódik. Miközben Karolina a szobájában pihen, meglátogatja Xavin, egy alakváltó idegen, aki közli vele, hogy ő a jegyese.                                              |     |                                   |                     |                                  |                                      |               |
| 23. | 13. | Széthullva (Split Up)             | Jeffrey Webb        | Quinton Peeples                  | 2018. december 21. 2019. június 27.  | 213           |
| Xavin elmagyarázza, hogy egy jóslat részeként Karolinának a jegyese. Miközben Leslie-vel beszélget, Xavin elárulja, hogy Leslie terhes Jonah örökösével, és hogy a családja más testekben lakik, és eljönnek érte és Karolináért. Chase találkozik a Szökevényekkel, és elmondja nekik, hogy a szüleik fegyverrel fognak értük jönni. Üldözés következik, és a Szökevények szétválnak. Nico szembeszáll a szüleivel, és megküzd velük, aminek következtében a szilánkokra tört üveg Robert nyakába fúródik. Alexet üldözőbe veszik a szülei, de kicselezi őket, hogy a zsaruk elkapják, és letartóztatják őket. Karolina, Janet és Chase rájönnek, hogy Victor valójában Jonah, és mindannyiukat elfogják. Molly elszökik Dale elől, míg Stacey, aki ismét nem a szerepén kívül cselekszik, elfogja Gertet. Dale úgy dönt, hogy Gert-tel és Csipkével együtt elmenekül. Alex, Molly, Nico, Leslie és Xavin megpróbálnak tervezgetni, miközben Victor, Stacey és Tina (akik mind megszállottak) azon tűnődnek, hol lehet az eltűnt tagjuk, és úgy döntenek, hogy Karolinát, Chase-t és Janetet használják fel életük meghosszabbítására.                                                          |     |                                   |                     |                                  |                                      |               |

### Harmadik évad (2019)
| Sor. | Év. | Cím                                           | Rendező             | Író                               | Premier                                 | Gyártási szám |
| --- | --- | --------------------------------------------- | ------------------- | --------------------------------- | --------------------------------------- | ------------- |
| 24. | 1.  | Füst és tükrök (Smoke and Mirrors)            | Larry Teng          | Tracy McMillan                    | 2019. december 13. 2020. szeptember 10. | 301           |
| Jonah családja sztázisba helyezi Chase-t, Karolinát és Janetet, hogy kiélhessék legnagyobb vágyaikat, bár Janet végül rájön, hogy az algoritmusban van, és megpróbál megszökni. Gert végül megelégeli, hogy Dale megpróbálja megvédeni őt, és meggyőzi, hogy engedje el. Cserébe megtanítja neki, hogyan irányíthatja hatékonyabban Csipkét. Nicónak látomása van Morgan le Fayről, mielőtt Xavin tájékoztatja őt, Mollyt, Alexet és Leslie-t, hogy Jonah és családja megszállta Victort, Staceyt, Tinát és egy ismeretlen negyedik személyt. Catherine magára vállalja a felelősséget Darius haláláért, hogy Geoffrey szabadon távozhasson. Xavin Gertnek adja ki magát, hogy elterelje Jonah és családja figyelmét, miközben Alex és Nico belopózik a lakásukba, hogy megtalálják a foglyokat. Miután megtalálják őket, képesek közölni a menekülési tervüket. Mollynak sikerül elég ideig eljutnia Staceyhez, hogy elmenekülhessen. Victor és Tina éppen időben térnek vissza, hogy Alex és Nico elrejtőzhessenek, de észreveszik, hogy valami nem stimmel. Leslie-nek szülési fájdalmai kezdenek lenni. Amikor elindul a kórházba, hogy ultrahangra menjen, felfedezi, hogy a babája részben idegen.                                                                                 |     |                                               |                     |                                   |                                         |               |
| 25. | 2.  | A nagy szökés (The Great Escape)              | Philip John         | Warren Hsu Leonard                | 2019. december 13. 2020. szeptember 17. | 302           |
| Janet és Chase felfedezik, hogy a vágyaik alapján manipulálni tudják az algoritmust. Karolina kénytelen figyelni a betegeskedő Nicót, miközben Jonah ultimátumot ad neki. Miközben Gert arra készül, hogy távozzon Csipkével, Stacey megérkezik, hogy figyelmeztesse őt és Dale-t Jonah-ra, de visszatért; arra kényszerítve Gertet, hogy kiüsse őt, miközben ő és Dale külön menekülnek. Alex és Nico megtudják, hogy vissza kell szerezniük az Absztraktot Jonah-tól, amit sikeresen meg is tesznek. Jonah azonban megtalálja Nico botját, és összetöri azt. Tina meggyőzi a WIZARD tudósait, hogy fejlesszenek ki egy új járművet az űrutazáshoz, miközben Molly és Xavin ellopnak tőle néhány idegeneket érzékelő gátlót. Janetnek és Chase-nek sikerül egymás algoritmusába szivárognia, és újra találkoznak Karolinával. Megtalálják az ajtót, de meg kell várniuk Alexet, aki megpróbálja feloldani az algoritmust, miközben Nico harcol Jonah-val. Molly megérkezik, és kiüti őt, miközben Xavin, Gert és Caipke újra találkozik a csoporttal. Chase és Karolina elmenekül, de Janet úgy dönt, hogy marad, hogy hagyja őket elmenekülni; az algoritmus részévé válik. Amikor a Szökevények újra összejönnek a szállón, Nico azt hiszi, hogy ő az egyik idegen.                   |     |                                               |                     |                                   |                                         |               |
| 26. | 3.  | Hazugságok ura (Lord of Lies)                 | Allison Liddi-Brown | Kirk A. Moore                     | 2019. december 13. 2020. szeptember 24. | 303           |
| Xavin meg akarja ölni Nicót, de a többiek megakadályozzák ebben, mivel úgy gondolják, hogy féltékeny a Karolinával való kapcsolatára. Nico úgy dönt, hogy végre elpusztítja a botját, de újabb látomást kap Morgantól. Catherine azt mondja Geoffrey-nak, hogy vegye fel a kapcsolatot Alexszel, megszerezve a számát Tamartól, aki még mindig haragszik rá. Miután megkapja, Geoffrey megkéri Alexet, hogy látogassa meg az anyját, míg a többi szökevény Nico házához megy, hogy a gátlókkal megállapítsák, melyikük Jonah fia, csak később tudják meg, hogy mindannyian tiszták. Nico lát egy fotót Tináról és Morganről, és meglátogatja Robertet, aki nem tudja, ki az a Morgan. Kiderül, hogy ez csak illúzió, mivel az igazi Robert kórházban van. Leslie találkozik az anyjával, hogy megvédje, de csak tanácsokat kap. Jonah és családja folytatják az új hajójuk építését, bár mind a négyükre szükség van az energiaellátáshoz. Catherine-t megölik a Tamar által felbérelt rabtársak. Éppen amikor Alex megtudja anyja halálát, kiderül, hogy ő a fia, és elviszi Leslie-t, hogy alkudjon Jonah-val, hogy a Földön maradhasson, miközben a Szökevények rejtett kameráikból figyelik a történéseket.                                                                          |     |                                               |                     |                                   |                                         |               |
| 27. | 4.  | A villám ereje (Rite of Thunder)              | Jeremy Webb         | Russ Cochrane                     | 2019. december 13. 2020. október 1.     | 304           |
| Leslie elkezd szülni. Ahelyett, hogy a kórházba menne, Alex elviszi őt Tamar házába. Leslie titokban elmondja neki, hogy tisztában van vele, hogy valami baj van Alex-szel, és megpróbál kapcsolatba lépni Karolinával. Chase a gátló technológiával bevonatot helyez el a fegyvereken, amelyeket Jonah és a családja ellen akarnak használni. Ő és Gert a szállóban maradnak, míg a többi szökevény Tamarhoz megy. Alex elmenekül Karolina és Nico elől, miközben Molly és Xavin segít Leslie-nek megszülni a lányát, akit Elle-nek nevez el. Megtalálják az Absztraktot és visszamennek, míg Xavin Leslie-vel marad. A lány megtudja, hogy a jóslata azt jelentette, hogy Elle-t sajátjaként kell felnevelnie, de Alex visszatér és elrabolja Elle-t. A Szökevények szembeszállnak Jonah-val és családjával; sikerül visszaszerezniük Elle-t, mielőtt Xavin a szállítóeszközzel az űrbe küldené. Jonah és családja megtámadja a Szökevényeket, de Nico megidézi az jogart, és mindannyiukat eltünteti, bár biztosítja a többieket, hogy nem haltak meg. Morgan megérkezik a kórházba, hogy felébreszthesse Robertet, hogy kiszolgálhassa őt. |     |                                               |                     |                                   |                                         |               |
| 28. | 5.  | Álomvilág (Enter The Dreamland)               | Rob Hardy           | Quinton Peeples                   | 2019. december 13. 2020. október 8.     | 305           |
| A Szökevények egy felújított szállóban ébrednek, és találkoznak Quinton, a Naggyal, aki elárulja, hogy a "vékony helyen" vannak, ami a félelmeiket kihasználva különböző forgatókönyvekbe keveredik. Karolina találkozik Destinyvel és a többi feláldozott tinédzserrel, akik csalinak használják őt, hogy elnyomják Nico szörnyeteges változatát, bár sikerül elmenekülnie, amikor rájön, hogy Jonah halálának az ő terhe kellett volna lennie. Nico Amy vezetésével megmenti Tinát attól, hogy újra átélje Amy halálát, aki a környezetüket a Sötét Dimenzióval azonosítja. Molly szemtanúja lesz, ahogy a szülei boldogan mérgezik a Gibborim Egyház tagjait, és megszökik. Chase megmenti Victort a bántalmazó apjától, míg Gert meggyőzi Staceyt, hogy bízzon benne azzal, hogy megengedi neki, hogy Csipkét etesse. Amy felfedi, hogy ő Morgan bábja, mielőtt Tina és Nico megnyit egy portált a való világba, bár a Szökevények kénytelenek hátrahagyni a még mindig eltűnt Alexet. Amikor távoznak, Amyről kiderül, hogy Quinton, aki álruhában van. A csoport hamarosan megtudja, hogy már hat hónapja eltűntek. |     |                                               |                     |                                   |                                         |               |
| 29. | 6.  | Viszfon fókusz (Merry Meet Again)             | Vanessa Parise      | Ashley Wigfield                   | 2019. december 13. 2020. október 15.    | 306           |
| A WIZARD kiad egy új ingyenes telefont, a Corvus-t, amely a jelek szerint erőszakos hatást gyakorol az emberekre, amikor eltörik. Gert összebarátkozik egy Max nevű WIZARD gyakornokkal, akire Chase hamar féltékeny lesz. Karolina megtudja, hogy Leslie megreformálta a Gibborim Egyházat, míg Molly úgy dönt, hogy önkéntesnek jelentkezik az Egyházba. Megtalálja az ott dolgozó Dale-t, aki azonban mindenkitől el akar határolódni. Victor és Stacey megpróbálják összeszedni magukat, és megtudják Janet sorsát. Nico találkozik Tinával, aki megmondja neki, hogy tartsa magát távol Morgantól. Később megtudja, hogy Robert felépült és Morgan-nel jár. Geoffrey helyrehozta a kapcsolatát Tamarral, és ketten együtt dolgoznak a WIZARD-dal egy projekten. Chase, Gert, Nico és Karolina részt vesznek a WIZARD partiján, ahol Robert bemutatja Morgant, mint új vezérigazgatót, Tina nagy haragjára. Gert és Chase úgy döntenek, hogy szünetet tartanak, míg Nico elfogadja Morgan ajánlatát, hogy Alex megmentése érdekében alatta edz, és szakít Karolinával. Gert, Chase és Karolina visszamennek a szállóba, ahol Mollyt megtalálják, ahogy a Corvus-telefon transzba ejtette.                                                                                            |     |                                               |                     |                                   |                                         |               |
| 30. | 7.  | A jó szándék kevés! (Devil's Torture Chamber) | Katie Eastridge     | Tracy McMillan & Kendall Rogers   | 2019. december 13. 2020. október 22.    | 307           |
| Karolina tönkreteszi a telefont és megmenti Mollyt, de elborzad, amikor megtudja, hogy majdnem bántotta a barátait. Készítenek egy videót, amiben figyelmeztetik az embereket a templomban lévő telefonokra, de Morgan azonnal eltávolítja azt. Molly még mindig dühös Leslie-re, ezért Molly megbízik Bodhiban, egy önkéntesben, felfedve előtte az erejét, nem tudván, hogy a férfi Morgannek dolgozik. Nico megtudja, hogy Tina pszichiátriai kórházban van, és kiszabadítja onnan. Visszatérnek Morgan szállodájába, hogy visszaszerezzék a grimoire-ját, a Setét könyvet. Tina kiszabadítja Robertet Morgan bűbájából, hogy segítsen megtalálni őket. Sikeresen megtalálja a Setét könyvet, a szemüvegével rögzíti a szükséges lapokat, és átadja azokat Nicónak, mielőtt Morgan elkapja és megöli. Victor és Stacey tudomást szereznek a telefonokról, de Geoffrey elfogja őket. Karolina, Chase és Gert összefutnak Dale-lel, miközben Mollyt próbálják megkeresni, de Morgan covenje megérkezik és őket is elfogja. Nico visszatér a szállóba, hogy visszatérjen a Sötét Dimenzióba, de Ty Johnson és Tandy Bowen érkezése megzavarja. |     |                                               |                     |                                   |                                         |               |
| 31. | 8.  | Az ördögi kínzókamra (Left-Hand Path)         | Jeff Woolnough      | Warren Hsu Leonard & Stu Selonick | 2019. december 13. 2020. október 29.    | 308           |
| Ty és Tandy elviszik Nicót, hogy megmentse a barátait, de a szülőket kiteszik a Hollywood-feliratnál. A csoport visszatér a Sötét Dimenzióba, hogy felkutassák Alexet, de végül a megtizedelt Los Angelesben kötnek ki. Alexet egy börtönbe zárják, hogy Darius megkínozza, hogy gyilkosságot kövessen el, de Catherine parancsára visszautasítja. A csoport összefut Quintonnal, aki elvezeti őket a börtönhöz, de a helyi bandák rögtön utána megölik. Miközben eligazodnak a börtönben, Ty megtudja, hogy Gert még mindig törődik Chase-szel, és attól fél, hogy Mollyval és Csipkével együtt elveszíti őt, míg Tandy megtudja, hogy Nico továbbra is odaadóan szereti Karolinát. Hamarosan egy megszállott Quintonnal és több fegyveressel találják szembe magukat. Miután Alex látja, hogy bajban vannak, beadja a derekát, és megöli Catherine-t, kiszabadítva magát és barátait. Miközben menekülnek a Sötét Dimenzióból, Tandy látja, hogy Alex a barátai erejét akarja, de ő azt állítja, hogy a dimenzió tette. Ahogy Tandy és Ty távozik, Mollyról kiderül, hogy Morgan covenjének társaságában van, akik felveszik őt a csoportjukba. |     |                                               |                     |                                   |                                         |               |
| 32. | 9.  | A kör (The Broken Circle)                     | Geeta V. Patel      | Russ Cochrane & Kirk A. Moore     | 2019. december 13. 2020. november 5.    | 309           |
| Geoffrey észreveszi, hogy Mollyt kihasználja Morgan, és legyőzi az irányítást. Kapcsolatba lép a megmaradt Pride-tagokkal, hogy segítsenek neki a lány megmentésében. Miközben ez sikerül nekik, Tina megtudja, hogy Morgan azt tervezi, hogy egyesíti a Sötét Dimenziót a Földdel. A Pride visszaviszi Mollyt a szállásra, ahol mindenki megtudja, hogy Morgan azt is tervezi, hogy az új telefonszolgáltatását felhasználva mindenkit leigázzon az új hadseregébe, hogy globális hatalomátvételre készüljön. Chase és Gert kibékülnek egymással, míg Dale Karolina vérével mindenkit immunissá tesz Morgan telefonjaira. Stacey és Leslie a mentés során megsérült Geoffrey-t ápolják, miközben feszült beszélgetést folytat Alex-szel. Morgan megérkezik, hogy kényszerítse Nicót, hogy csatlakozzon hozzá, és megpróbálja rávenni a Szökevényeket, hogy behódoljanak. Janetnek azonban sikerül kiiktatnia a Los Angeles-i telefonszolgáltatást, ezzel tönkretéve Morgan tervét. Harc tör ki, melynek során Gert sókört rajzol maga köré, Tina pedig varázserejével végül visszaveti Morgant a Sötét Dimenzióba. Gert azonban súlyosan megsérül a harc során, és Chase karjaiban meghal, aminek hatására Csipke kiszabadul a szekrényből, és felüvölt, amikor felfedezi Gert halálát. |     |                                               |                     |                                   |                                         |               |
| 33. | 10. | Sötét árnyak (Cheat The Gallows)              | Ramsey Nickell      | Quinton Peeples                   | 2019. december 13. 2020. november 12.   | 310           |
| Három évvel Morgan legyőzése és Gert elvesztése után Molly úton van az Atlas diploma felé, Karolina kapcsolatba lépett egy Julie nevű lánnyal, Nico külföldre utazott és elsajátította a mágiáját, Alex és családja megalapította a Wilder Innovators-t, Chase pedig elrejtőzött, miközben az időutazás tökéletesítésén fáradozik. Egy gonosz Alex érkezik 2028-ból, hogy megölje a múltbeli barátait, de Chase változata megérkezik, hogy megállítsa. A jövőbeli Chase összeszed mindenkit, mínusz a múltbeli énje, és elutaznak a szüleik pincéjének felfedezése előtti napra, és beszivárognak az iskolájukba, hogy megtalálják a jövőbeli Alexet. Sikerül elfogniuk őt, a jelen Alex visszaviszi őt a saját idejébe, hogy Nico börtönbe zárhassa, míg mindenki más visszautazik a Morgan elleni harcba, hogy megmentsék Gert. Ezt sikeresen megteszik, bár a jövőbeli Chase-t megölik. Az összes jövőbeli Szökevények eltűnik, egy jobb jövő reményében. Miközben a banda reggelihez készülődik, Alex talál egy üzenetet a jövőből, amiben Manchát említi, valamint, hogy ölje meg Nicót. |     |                                               |                     |                                   |                                         |               |